# امایباریاتی
امایباریاتی (به لاتین: Amaibariyati) یک منطقهٔ مسکونی در نپال است که در Kosi Zone واقع شده‌است.

## خصوصیات
امایباریاتی ۵٬۴۷۳ نفر جمعیت دارد.